# Ukraines håndboldforbund
Ukraines håndboldforbund (tr. Federatsija Gandbolu Ukraina, forkortet FGU) er det officielle håndboldforbund i Ukraine. Ukraines håndboldforbund har siden 1992 været medlem af internationale håndboldforbund (IHF). De er også medlem af det europæiske håndboldforbund (EHF). De bestyrer ukraines håndboldlandshold og ukraines kvindehåndboldlandshold